# Los Mangos, Tenejapa
Los Mangos är en ort i Mexiko.   Den ligger i kommunen Tenejapa och delstaten Chiapas, i den sydöstra delen av landet, 800 km öster om huvudstaden Mexico City. Los Mangos ligger 1 491 meter över havet och antalet invånare är 345.
Terrängen runt Los Mangos är bergig. Runt Los Mangos är det tätbefolkat, med 319 invånare per kvadratkilometer. Närmaste större samhälle är Pantelhó, 17,3 km norr om Los Mangos. I omgivningarna runt Los Mangos växer i huvudsak städsegrön lövskog.